# Tour Madison
Tour Madison ou também conhecida como Madison Tour é a décima turnê da cantora baiana Ivete Sangalo, com o objetivo de promover o seu décimo primeiro álbum intitulado Ivete Sangalo no Madison Square Garden. A turnê foi anunciada pela cantora durante uma coletiva de imprensa realizada no dia 1 de dezembro de 2010, onde Sangalo disse que o público terá a oportunidade de ver o mesmo espetáculo que Nova Iorque assistiu. Tornou-se a maior turnê solo feminina brasileira, arrecadando R$ 70 milhões em 100 datas, ultrapassando a Turnê Maracanã, sendo realizada em estádios, arenas e grandes centros.

## Antecedentes
A primeira apresentação foi anunciada para 27 de março de 2011, no Mercado Modelo, em Salvador. O evento foi realizado com o objetivo de comemorar o aniversário da cidade, que seria comemorado dois dias depois. O espetáculo recebeu a participação de Seu Jorge e Diego Torres, que gravaram com Sangalo em Nova Iorque. Em 25 de março de 2011, foi anunciado que os bastidores da estreia da turnê seriam transmitidos pela internet, através da Twitcam, além disso, foram transmitido alguns momentos do espetáculo ao vivo. A transmissão começou a partir das 16h30 de 27 de março de 2011.

## Público
A turnê vendeu 15 mil ingressos para a apresentação no "Jockey Club del Paraguay", no Paraguai, em Portugal foram vendidos 100 mil ingressos em 5 datas, em Manaus foram vendidos mais de 15 mil ingressos, no show de Aracajú foram mais de 20 mil, na Argentina 12 mil no Luna Park, 30 mil em Uruguai, no Estádio Atilio Paiva Oliveira. Todas essas datas foram para shows solos pagos, sem serem em festivais, eventos, festas ou em dupla.

## Impacto
A turnê foi tão grande que usuários do popular jogo online "MegaCity" pediram que ela fosse colocado no game, esse crossover nunca havia sido feito antes, o CEO atendeu os pedidos e ela foi trazida para os jogadores, na fase eles teriam que construir um estádio em sua cidade para que assim o show pudesse acontecer.

## Controvérsias
Em 20 de agosto de 2011, durante apresentação da turnê na Arena Anhembi, em São Paulo, parte da estrutura do camarote cedeu e deixou 35 pessoas feridas, sendo que apenas uma teve uma fratura na perna. As pessoas foram todas atendidas e tiveram ferimentos leves, a "Atrás do Trio", produtora do evento em São Paulo, informou que cerca de três mil pessoas foram retiradas do camarote após o desabamento para garantir a segurança delas. A produtora ainda informou que "espaço foi vistoriado pelos órgãos de licenciamento competentes e conta com todos os alvarás necessários". A cantora realizou um show exclusivo para as 3 mil pessoas que foram retiradas do camarote.

## Atos de abertura
- Stanley e Caio (São Luís)[21]
- Claudinho Polary (Terraço VIP) (São Luís)[21]
- DJ Macau (Tapete vermelho) (São Luís)[21]
- Mayara Prado (Palco 2) (São Luís)[21]
- Silvano Salles (Petrolina)[22]
- Ana Costa (Petrolina)[22]
- Alan Cleber (Petrolina)[22]
- SuperBanda (Petrolina)[22]
- Fat Duo (Sul do Brasil)[23]
- Exaltasamba (Recife e São Paulo)[24]
- Simone & Simaria (Aracajú)

## Repertório
1. "Brasileiro"
2. "Noite do Bem"
3. "Cadê Dalila?"
4. "Sonho Épico"
5. "Desejo de Amar"
6. "País Tropical"
7. "Arerê"
8. "Empurra-Empurra"
9. "Levada Louca"
10. "Darte"
11. "Pra Falar de Você"
12. "Balakbak"
13. "A Galera"
14. "Chorando Se Foi"
15. "Preta"
16. "Human Nature" (cover de Michael Jackson)
17. "Pensando em Nós Dois"
18. "Me Abraça"
19. "Eternamente"
20. "Tá Tudo Bem"
21. "Pegue Aí"
22. "Eva"
23. "Alô Paixão"
24. "Beleza Rara"
25. "Easy" (cover de The Commodores)
26. "Ahora Ya Sé"
27. "Meu Segredo"
28. "Berimbau Metalizado"
29. "Que Belê"
30. "Festa"
31. "Sorte Grande"
32. "Não Quero Dinheiro"
33. "Na Base do Beijo"

1. "Brasileiro"
2. "Noite do Bem"
3. "Sorte Grande"
4. "Só Quero Amar" (cover de Tim Maia)
5. "Festa"
6. "Cadê Dalila?"
7. "Desejo de Amar"
8. "Arerê"
9. "Berimbau Metalizado"
10. "Pra Falar de Você"
11. "Sim Sim Sim, Não Não Não" (com a participação de Saiddy Bamba)
12. "Menina Linda" (cover de Fantasmão)
13. "Pampam Ramram Pampam" (cover de Edcity)
14. "Eu Nunca Amei Alguém como Te Amei" (cover de Roberto Carlos)
15. "Qui Belê"
16. "Na Base do Beijo"
17. "Bota Pra Ferver" (cover de Asa de Águia)
18. "Empurra-Empurra"
19. "País Tropical" (cover de Jorge Ben Jor)

## Datas
| Data                    | Cidade                  | País      | Local                                       |
| ----------------------- | ----------------------- | --------- | ------------------------------------------- |
| América do Sul          |                         |           |                                             |
| 27 de março de 2011     | Salvador                | Brasil    | Mercado Modelo                              |
| 1 de abril de 2011      | Cabo de Santo Agostinho | Brasil    | 6º Festival da Juventude                    |
| 2 de abril de 2011      | Piracicaba              | Brasil    | Parque Unileste                             |
| 3 de abril de 2011      | Jundiaí                 | Brasil    | Parque da Uva                               |
| 9 de abril de 2011      | São Luís                | Brasil    | Cais da Alegria                             |
| 15 de Abril de 2011     | Belo Horizonte          | Brasil    | Axé Brasil                                  |
| 16 de Abril de 2011     | Ribeirão Preto          | Brasil    | Carnabeirão                                 |
| 17 de Abril de 2011     | São Bernardo do Campo   | Brasil    | Estância Alto da Serra                      |
| 30 de abril de 2011     | Petrolina               | Brasil    | Pátio de Eventos Ana das Carrancas          |
| 6 de Maio de 2011       | Governador Valadares    | Brasil    | GV Folia                                    |
| 7 de Maio de 2011       | Montes Claros           | Brasil    | Axé Montes                                  |
| 13 de maio de 2011      | Curitiba                | Brasil    | Bio Parque                                  |
| 14 de maio de 2011      | Pelotas                 | Brasil    | Centro de Eventos da Fenadoce               |
| Europa                  |                         |           |                                             |
| 18 de maio de 2011      | Lisboa                  | Portugal  | Pavilhão Atlântico                          |
| 20 de maio de 2011      | Porto                   | Portugal  | Parque da Cidade do Porto                   |
| 21 de maio de 2011      | Coimbra                 | Portugal  | Praça da Canção                             |
| América do Sul          |                         |           |                                             |
| 3 de junho de 2011      | Boituva                 | Brasil    | Campo da Votoran                            |
| 10 de junho de 2011     | Cianorte                | Brasil    | Arena Brasil                                |
| 11 de junho de 2011     | Cascavel                | Brasil    | Estádio Olímpico Regional Arnaldo Busatto   |
| 17 de junho de 2011     | Chapecó                 | Brasil    | Parque de Exposições da EFAPI               |
| 18 de junho de 2011     | Caxias do Sul           | Brasil    | Espaço Multicultural                        |
| 23 de junho de 2011     | Santo Antônio de Jesus  | Brasil    |                                             |
| 24 de junho de 2011     | Jequié                  | Brasil    | Parque de Exposições                        |
| 2 de julho de 2011      | Rondonópolis            | Brasil    |                                             |
| 3 de julho de 2011      | Goiânia                 | Brasil    | Goiânia Music 2011                          |
| 8 de julho de 2011      | Joinville               | Brasil    | Expoville                                   |
| 9 de julho de 2011      | Florianópolis           | Brasil    | Estádio da Ressacada                        |
| 15 de julho de 2011     | Guaratinguetá           | Brasil    | Recinto de Exposições Manoel Soares Azevedo |
| 16 de julho de 2011     | Brasília                | Brasil    | Estádio Mané Garrincha                      |
| 23 de julho de 2011     | Fortaleza               | Brasil    | Fortal 2011                                 |
| 29 de julho de 2011     | Trindade                | Brasil    | Praça de Eventos                            |
| 30 de julho de 2011     | Recife                  | Brasil    | Estádio Adelmar da Costa Carvalho           |
| 5 de agosto de 2011     | Taubaté                 | Brasil    | Estádio Joaquim de Morais Filho             |
| 6 de agosto de 2011     | Vitória                 | Brasil    | Parque de Exposições de Carapina            |
| 13 de agosto de 2011    | Teresina                | Brasil    | Cidade Folia                                |
| 19 de agosto de 2011    | Pouso Alegre            | Brasil    | Estádio Municipal Irmão Gino Maria Rossi    |
| 20 de agosto de 2011    | São Paulo               | Brasil    | Anhembi Parque                              |
| 21 de agosto de 2011    | Barretos                | Brasil    | Parque de Peão                              |
| 26 de agosto de 2011    | Belém                   | Brasil    | Cidade Folia                                |
| 27 de agosto de 2011    | Manaus                  | Brasil    | Sambódromo                                  |
| 28 de agosto de 2011    | Macapá                  | Brasil    |                                             |
| 2 de setembro de 2011   | Aracaju                 | Brasil    | Orla de Atalaia                             |
| 3 de setembro de 2011   | Maceió                  | Brasil    | Estádio Rei Pelé                            |
| 6 de setembro de 2011   | Itaquaquecetuba         | Brasil    |                                             |
| 7 de setembro de 2011   | São Paulo               | Brasil    | Via Funchal                                 |
| 9 de setembro de 2011   | São João Del Rey        | Brasil    |                                             |
| 10 de setembro de 2011  | Costa do Sauípe         | Brasil    | Sauípe Folia                                |
| 16 de setembro de 2011  | Ribeirão Preto          | Brasil    | Estádio do Comercial                        |
| 17 de setembro de 2011  | Cuiabá                  | Brasil    | Anexo Univag                                |
| 24 de setembro de 2011  | Araguaiana              | Brasil    | Estádio Mirandão                            |
| 25 de setembro de 2011  | São José do Rio Preto   | Brasil    |                                             |
| 30 de setembro de 2011  | Rio de Janeiro          | Brasil    | Rock in Rio IV                              |
| 7 de outubro de 2011    | Santa Cruz do Sul       | Brasil    | Oktoberfest de Santa Cruz do Sul            |
| 8 de outubro de 2011    | Porto Alegre            | Brasil    | Gigantinho                                  |
| 12 de outubro de 2011   | Porto Seguro            | Brasil    |                                             |
| 14 de outubro de 2011   | Juiz de Fora            | Brasil    |                                             |
| 21 de outubro de 2011   | Teófilo Otoni           | Brasil    |                                             |
| 22 de outubro de 2011   | Belo Horizonte          | Brasil    | Mega Space                                  |
| 5 de novembro de 2025   | São Paulo               | Brasil    | Credicard Hall                              |
| 12 de novembro de 2011  | Colatina                | Brasil    |                                             |
| 13 de novembro de 2011  | Florianópolis           | Brasil    | Folianópolis                                |
| 14 de novembro de 2011  | Caraguatatuba           | Brasil    |                                             |
| 18 de novembro de 2011  | Bauru                   | Brasil    | Todo Mundo Vai                              |
| 19 de novembro de 2011  | Salvador                | Brasil    | Todo Mundo Vai                              |
| 20 de novembro de 2011  | Campina Grande          | Brasil    | Parque do Povo                              |
| 26 de novembro de 2011  | Rio de Janeiro          | Brasil    | HSBC Arena                                  |
| 3 de dezembro de 2011   | Natal                   | Brasil    | Carnatal                                    |
| 7 de dezembro de 2011   | Recife                  | Brasil    | Chevrolet Hall                              |
| 28 de dezembro de 2011  | Porto Seguro            | Brasil    |                                             |
| 30 de dezembro de 2011  | Olinda                  | Brasil    | Chevrolet Hall                              |
| 31 de dezembro de 2011  | Fortaleza               | Brasil    | Aterro da Praia de Iracema                  |
| 11 de janeiro de 2012   | Belém                   | Brasil    | Aniversário de Belém-PA-Aldeia Cabana       |
| 17 de fevereiro de 2012 | Salvador                | Brasil    | Carnaval de Salvador 2012                   |
| 18 de fevereiro de 2012 | Salvador                | Brasil    | Carnaval de Salvador 2012                   |
| 19 de fevereiro de 2012 | Salvador                | Brasil    | Carnaval de Salvador 2012                   |
| 20 de fevereiro de 2012 | Salvador                | Brasil    | Carnaval de Salvador 2012                   |
| 21 de fevereiro de 2012 | Salvador                | Brasil    | Carnaval de Salvador 2012                   |
| 22 de fevereiro de 2012 | Salvador                | Brasil    | Carnaval de Salvador 2012                   |
| 18 de maio de 2012      | Assunção                | Paraguai  | Jockey Club                                 |
| 24 de maio de 2012      | Rio Branco              | Brasil    | Arena da Floresta                           |
| Europa                  |                         |           |                                             |
| 1 de junho de 2012      | Lisboa                  | Portugal  | Rock in Rio Lisboa V                        |
| América do Sul          |                         |           |                                             |
| 16 de junho de 2012     | Sete Lagoas             | Brasil    | Estádio Joaquim Henrique Nogueira           |
| 29 de junho de 2012     | Eunápolis               | Brasil    | Pedrão                                      |
| 1 de julho de 2012      | Recife                  | Brasil    | Arte Music Festival 2012                    |
| 7 de julho de 2012      | São João da Boa Vista   | Brasil    |                                             |
| 17 de julho de 2012     | Araçatuba               | Brasil    |                                             |
| 22 de julho de 2012     | Crato                   | Brasil    | Expocrato                                   |
| Europa                  |                         |           |                                             |
| 26 de julho de 2012     | Milão                   | Itália    | Mediolanum Forum                            |
| 27 de julho de 2012     | Milão                   | Itália    | Mediolanum Forum                            |
| 28 de julho de 2012     | Portimão                | Portugal  | Estádio Municipal de Portimão               |
| 29 de julho de 2012     | Porto                   | Portugal  | Estádio do Bessa Século XXI                 |
| América do Sul          |                         |           |                                             |
| 10 de agosto de 2012    | Buenos Aires            | Argentina | Luna Park                                   |
| 31 de julho de 2012     | Brasília                | Brasil    |                                             |
| 1 de agosto de 2012     | Fortaleza               | Brasil    | Fortal                                      |
| 4 de agosto de 2012     | Vitória                 | Brasil    | Pavilhão de Carapina                        |
| 17 de agosto de 2012    | Macapá                  | Brasil    |                                             |
| 18 de agosto de 2012    | Belém                   | Brasil    | Cidade Folia                                |
| 19 de agosto de 2012    | Manaus                  | Brasil    | Diamond Convention Center                   |
| 24 de agosto de 2012    | Igrejinha               | Brasil    |                                             |
| 25 de agosto de 2012    | São Paulo               | Brasil    |                                             |
| 7 de setembro de 2012   | Paulo Afonso            | Brasil    |                                             |
| 8 de setembro de 2012   | Sauípe                  | Brasil    |                                             |
| 9 de setembro de 2012   | Serrinha                | Brasil    |                                             |
| 15 de setembro de 2012  | São Luís                | Brasil    |                                             |
| 16 de setembro de 2012  | Casimiro de Abreu       | Brasil    |                                             |
| 6 de outubro de 2012    | Rivera                  | Uruguai   | Estádio Atilio Paiva Oliveira               |
| 10 de outubro de 2012   | Porto Seguro            | Brasil    | Arena Axé Moi                               |
| 11 de outubro de 2012   | Vitória da Conquista    | Brasil    | Parque de Exposições Teopompo de Almeida    |
| 19 de outubro de 2012   | Teresina                | Brasil    | Teresina Shopping                           |
| 20 de outubro de 2012   | Recife                  | Brasil    | Cabanga Iate Clube                          |
| 1 de novembro de 2012   | Porto Real              | Brasil    |                                             |
| 2 de novembro de 2012   | Alfenas                 | Brasil    | Carnalfenas                                 |
| 9 de novembro de 2012   | Mossoró                 | Brasil    | Estação das Artes                           |
| 10 de novembro de 2012  | Ribeirão Preto          | Brasil    |                                             |
| 17 de novembro de 2012  | Florianópolis           | Brasil    | Passarela Nego Quirido                      |